# Михаела Крајичек
Михаела Крајичек (чеш. Michaëlla Krajicek; рођена 9. јануара 1989) је холандска тенисерка. Крајичек је 2004. године освојила Отворено првенство Америке у јуниорској појединачној конкуренцији, као и Отворено првенство Француске и Америке у јуниорским паровима, поставши прва јуниорка света. Годину дана касније почела је да игра на турнирима организованим од стране Женске тениске асоцијације и Међународне тениске федерације, и до сада је освојила три професионална ВТА турнира. Крајичек је у каријери однела победе и над врхунским тенисеркама као што су Динара Сафина, Јелена Јанковић, Ана Ивановић и Јелена Дементјева. За холандску Фед куп репрезентацију наступа од 2004. године, доневши до сада осам победа и шест пораза.

## Приватни живот
Михаела Крајичек рођена је 9. јануара 1989. у Делфту, Холандија, као кћер чешког имигранта Петра Крајичека и његове друге жене Паулине. Има два полубрата из првог брака њеног оца, Петера и Рихарда, бившег професионалног тенисера који је 1996. године освојио Вимблдон, због чега је и добила надимак Мала Краји. Крајичек је тенис почела да игра са три године, подстакнута од стране својих родитеља. Тренутно живи у америчком граду Брадентону, а велики је љубитељ голфа и кошарке. Говори холандски, чешки и енглески језик. Тренира је Алистер Мекоу, а омиљена подлога јој је тврда.

## Награде
- 2003 — Најталентованији млади спортиста Холандије[3]
- 2004 — Награда ИТФ за јуниорског светског шампиона[3]
- 2006 — Најбоља холандска тенисерка[3]
- 2007 — Награда холадског магазина Гламур за жену године[3]

## Статистике у каријери

### ВТА појединачна финала (3–0)
| Легенда: До 2009.   | Легенда: Од 2009.     |
| ------------------- | --------------------- |
| Гренд слем (0–0)    |                       |
| ВТА првенство (0–0) |                       |
| Тијер I (0–0)       | Главни Премијер (0–0) |
| Тијер II (0–0)      | Премијер 5 (0–0)      |
| Тијер III (1–0)     | Премијер (0–0)        |
| Тијер IV и V (2–0)  | Интернашонал (0–0)    |

| Исход  | Бр. | Датум            | Турнир      | Подлога | Противница         | Резултат      |
| Победа | 1.  | 9. октобар 2005. | Ташкент     | Тврда   | Акгул Аманмурадова | 6–0, 4–6, 6–3 |
| Победа | 2.  | 13. јануар 2006. | Хобарт      | Тврда   | Ивета Бенешова     | 6–2, 6–1      |
| Победа | 3.  | 24. јун 2006.    | Хертохенбос | Трава   | Динара Сафина      | 6–3, 6–4      |

### ВТА финала у паровима (5–11)
| Легенда: До 2009.   | Легенда: Од 2009.       |
| ------------------- | ----------------------- |
| Гренд слем (0/0)    |                         |
| ВТА првенство (0/0) |                         |
| категорија (0/0)    | Обавезни Премијер (0/0) |
| категорија (0/1)    | Премијер 5 (0/0)        |
| категорија(1/1)     | Премијер (0/1)          |
| и категорија(2/2)   | Међународни (1/2)       |

| Исход  | Бр. | Датум             | Турнир      | Подлога | Партнерка           | Противнице                           | Резултат          |
| Пораз  | 1.  | 1. мај 2005.      | Ешторил     | Шљака   | Хенријета Нађова    | Тинг Ли Суен Тјентјен                | 3–6, 1–6          |
| Пораз  | 2.  | 28. октобар 2005. | Хаселт      | Тврда   | Агнеш Савај         | Емили Луа Катарина Среботник         | 3–6, 4–6          |
| Пораз  | 3.  | 17. фебруар 2006. | Антверпен   | Тврда   | Стефани Форец       | Динара Сафина Катарина Среботник     | 2–6, 1–6          |
| Победа | 4.  | 21. јул 2006.     | Палермо     | Шљака   | Јанета Хусарова     | Аличе Канепа Ђулија Габа             | 6–0, 6–0          |
| Победа | 5.  | 28. јул 2006.     | Будимпешта  | Шљака   | Јанета Хусарова     | Луци Храдецка Рената Ворачова        | 4–6, 6–4, 6–4     |
| Пораз  | 6.  | 2. мај 2008.      | Праг        | Шљака   | Џил Крејбас         | Андреа Хлавачкова Луци Храдецка      | 6–1, 3–6, 6–10    |
| Победа | 7.  | 20. јун 2008.     | Хертохенбос | Трава   | Марина Ераковић     | Лига Декмијере Анхелика Кербер       | 6–3, 6–2          |
| Пораз  | 8.  | 21. фебруар 2009. | Мемфис      | Тврда   | Јулијана Федак      | Викторија Азаренка Каролина Возњацки | 1–6, 6(2)–7       |
| Пораз  | 9.  | 20. јун 2009.     | Хертохенбос | Трава   | Јанина Викмајер     | Сара Ерани Флавија Пенета            | 4–6, 7–5, 11–13   |
| Победа | 10. | 21. фебруар 2010. | Мемфис      | Тврда   | Вања Кинг           | Бетани Матек Сандс Меган Шонеси      | 7–5, 6–2          |
| Пораз  | 11. | 18. април 2010.   | Чарлстон    | Шљака   | Вања Кинг           | Нађа Петрова Лизел Хубер             | 3–6, 4–6          |
| Пораз  | 12. | 30. април 2011.   | Есторил     | Шљака   | Елени Данилиду      | Алиса Клејбанова Галина Воскобоева   | 4-6, 2-6          |
| Пораз  | 13. | 5. мај 2012.      | Будимпешт   | Шљака   | Ева Бирнерова       | Јанета Хусарова Магдалена Рибарикова | 4-6, 2-6          |
| Пораз  | 14. | 4. јануар 2014.   | Окланд      | Хард    | Луција Храдецка     | Шерон Фичмен Марија Санчес           | 4-6, 2-6          |
| Победа | 15. | 24. мај 2014.     | Нирнберг    | Шљака   | Каролина Плишкова   | Ралука Олару Шахар Пер               | 6-0, 4-6, 10-6    |
| Пораз  | 16. | 21. јун 2014.     | Хертохенбос | Трава   | Кристина Младеновић | Марина Ераковић Аранча Пара Сантонха | 6-0, 6-7(5), 8-10 |

### ИТФ појединачна финала (7–0)
| Исход  | #  | Датум              | Турнир     | Подлога | Противница         | Резултат |
| Победа | 1. | 18. јул 2004.      | Брисел     | Шљака   | Елиза Вила         | 6–3, 6–0 |
| Победа | 2. | 15. август 2004.   | Коксајде   | Шљака   | Гаел Видмер        | 6–4, 6–2 |
| Победа | 3. | 7. новембар 2004.  | Стокхолм   | Тврда   | Анастасија Ревзина | 6–1, 6–2 |
| Победа | 4. | 19. децембар 2004. | Бергамо    | Тврда   | Јекатерина Бичкова | 6–4, 6–3 |
| Победа | 5. | 6. фебруар 2005.   | Уртијеи    | Тепих   | Сандра Клосел      | 6–3, 6–3 |
| Победа | 6. | 5. јул 2009.       | Бостон     | Тврда   | Ребека Марино      | 6-3, 6-4 |
| Победа | 7. | 2. мај 2010.       | Шарлотсвил | Шљака   | Лаура Сигмунд      | 6-2, 6-4 |

### ИТФ финала у паровима (4–1)
| Исход  | #  | Датум              | Турнир     | Подлога | Партнерка        | Противнице                       | Резултат       |
| Победа | 1. | 7. новембар 2004.  | Стокхолм   | Тврда   | Јоланда Менс     | Софија Авакова Ирина Кузмина     | 6–2, 6–3       |
| Победа | 2. | 21. април 2005.    | Динан      | Шљака   | Агнеш Савај      | Јулија Бејгелзимер Сандра Клосел | 7–5, 7–5       |
| Победа | 3. | 10. април 2009.    | Тору       | Тврда   | Јанина Викмајер  | Јулија Гергес Сандра Клеменшитс  | 6–4, 6–0       |
| Пораз  | 1. | 1. новембар 2009.  | Поатје     | Тврда   | Марта Домаховска | Жили Куан Мари-Ев Пејетје        | 3–6, 6–3, 3–10 |
| Победа | 4. | 21. новембар 2009. | Братислава | Тврда   | Софија Арвидсон  | Татјана Пучек Арина Родионова    | 6–4, 6–0       |

### Јуниорска гренд слем појединачна финала (1–0)
| Исход  | Година | Турнир                     | Подлога | Противница      | Резултат |
| Победа | 2004   | Отворено првенство Америке | Тврда   | Џесика Киркленд | 6–1, 6–1 |

### Јуниорска гренд слем финала у паровима (2–0)
| Исход  | Година | Турнир                       | Подлога | Партнерка        | Противнице                       | Резултат    |
| Победа | 2004   | Отворено првенство Француске | Шљака   | Катерина Бохмова | Ирина Коткина Јарослава Шведова  | 6–3, 6–2    |
| Победа | 2004   | Отворено првенство Америке   | Тврда   | Марина Ераковић  | Мадалина Гојнеа Моника Никулеску | 7–6(4), 6–0 |